# Таларю, Сезар-Мари де
Сезар-Мари де Таларю (фр. César-Marie de Talaru; 8 июня 1725 — 22 июля 1794, Париж, маркиз де Шальмазель, называемый маркизом де Таларю) — французский военный и придворный деятель.

## Биография
Сын Луи II де Таларю, маркиза де Шальмазеля, и Марии Марты Франсуазы де Бонневаль.
Граф де Шамаранд, сеньор де Сен-Марсель, и прочее.
Поступил на службу мушкетёром 10 апреля 1743. Второй лейтенант Королевского Пехотного полка (16.03.1744). Был при осадах Менена, Ипра и Фюрна, был в деле при Решво и осаде Фрайбурга, где участвовал в атаке путей сообщения.
Комиссионом от 2 января 1745 назначен полковником пехотного полка своего имени (позднее полк Боса), командовал им в Нижнерейнской армии. С отдельным отрядом гренадеров и пикетами под командованием сьера де Сен-Сегро прикрывал отступление войск Арно из Хохта. 19 июля находился на рейнской переправе на виду у противника; в конце кампании, будучи под началом графа де Сегюра, занял Вормс и провёл зиму на берегах Рейна.
Под командованием графа де Сегюра действовал на Самбре, затем между Самброй и Маасом в ходе осад Монса и Сен-Гилена. Участвовал в осаде Шарлеруа. В период этой осады с отрядом гренадеров, под руководством д'Анлези, захватил деревню Визейк на Маасе, где взял много пленных, затем действовал против арьергарда противника. Командовал Бретонской бригадой в битве при Року в 1746 году.
13 марта 1746 временно получил должность первого дворцового распорядителя королевы, которую до этого занимал его отец. В декабре был переведён в Итальянскую армию. 6 января 1747 прибыл на театр военных действий, участвовал в обороне нескольких постов, перевала Аржан, атаковал и овладел деревней и замком Кастеллар, и участвовал в изгнании из Прованса противника, вынужденного отступить за Вар, сняв осаду Антиба. Затем командовал бригадой при атаке ретраншементов Вильфранша, Монтальбана и Ниццы, взятии этих мест и Вентимильи, помощи Вентимилье и двух боях, произошедших под этим местом в 1747 году. В 1748 году продолжал службу в Италии. 10 мая получил чин бригадира и позволение исполнять должность первого дворцового распорядителя королевы совместно с отцом.
В 1754 году служил в лагере в Гре. В 1755 году инспектировал войска, расположенные в Дофине, и служил в лагере в Валансе. 31 декабря был направлен в войска, размещённые на побережье Прованса, и в апреле 1756 переправился со своим полком на Менорку, где участвовал в осаде и взятии форта Сен-Филипп. 23 июля назначен губернатором Фальсбурга и Сарребурга. Остался на Менорке в качестве заместителя командующего и был назначен провести инспекцию находившихся там войск. В марте 1757 вернулся во Францию и прибыл ко двору с отчётом об инспекции.
15 июня был направлен в Германскую армию; присоединился к своему полку в Ландау. Командовал второй дивизией, двигавшейся через Гессен, обеспечивал коммуникации между войсками, находившимися в Саксонии, и теми, что оккупировали Ганновер. Вызванный в Кассель, он получил задание проинспектировать войска, находившиеся в Гессене. После битвы при Росбахе обеспечивал отступление разбитых частей, затем направился в Ганновер и 10 декабря прибыл в Целль. 19-го с сильным отрядом переправился через Аллер, для проведения рекогносцировки вражеских позиций. Рапорт, представленный после этого командованию, побудил маршала Ришельё к переходу в наступление. Маркиз де Таларю командовал колонной, перешедшей мост, затем направился на зимние квартиры в верховьях Аллера, где командовал в январе и части февраля.
Комиссионом от 15 января 1758 получил новый полк своего имени (бывший Майи, а позднее Гиеньский), оставив командование своим прежним полком. Вернувшись во Францию, он отправился в Бретань, куда был назначен приказом от 1 мая, чтобы противодействовать попыткам вражеского десанта. Находился на месте первой высадки англичан в Канкале. Располагал несколькими командами, расположенными в провинции, снова получил приказ об инспекции войск, а 9 сентября стал генеральным инспектором пехоты. Находился в Бретани до октября 1760, а приказом от 1 ноября был направлен во Фландрию.
20 февраля 1761 был произведён в лагерные маршалы, в виде особого исключения сохранив командование полком. 9 апреля был направлен в Нижнерейнскую армию принца де Субиза, встал со своим полком лагерем на Везеле, в ходе кампании командовал значительными подразделениями, находившимися в авангарде, либо в арьергарде, участвовал в атаке Люинена и делах 15 и 16 июля, шёл в авангарде для занятия лагеря в Дортмунде. 9 августа с отрядом, под командованием шевалье де Леви, был направлен в Верхнерейнскую армию, которую возглавлял маршал де Брольи. После прибытия в лагерь в Гробенштейне маркиз со своим отрядом действовал в Сабабордском лесу, захватывая пленных. Атакованный отрядом из 1600 чел., он отступил, дав время графу де Стенвилю отойти в укреплённый лагерь в Касселе.
Затем защищал коммуникации Мюндена с Касселем, некоторое время командовал войсками в долине Везера, соединился с маршалом де Брольи в Эйнбеке, вместе с де Шабо составил арьергард отступавшей армии. Отставлен от командования полком 5 ноября, и в январе 1762 вернулся во Францию. 1 мая был направлен в Дюнкеркский лагерь. По окончании войны продолжал инспектировать войска, размещённые в различных провинциях.
31 марта 1763 вступил в должность первого дворцового распорядителя королевы после смерти своего отца. В 1770 году уступил её младшему брату Луи-Франсуа де Таларю. 26 февраля 1777 пожалован Большим крестом ордена Святого Людовика. В 1780 году произведён в генерал-лейтенанты.
Во время Террора был арестован как подозрительный и гильотинирован в Париже 4 термидора II года (22 июля 1794).

## Семья
Жена (3.06.1750): Мари-Жюстин де Сассенаж (1725—?), дочь маркиза Шарля-Франсуа де Сассенажа и Франсуазы Казимиры де Сассенаж
Дети:
- Элали-Ксавьера (27.08.1751—5.1774), придворная дама графини Прованской. Муж: граф Луи-Этьен-Франсуа де Дамас-Крю (1735—1814), бригадир, кавалер ордена Святого Людовика, полковник Лимузенского полка
- Луи-Мари-Жозеф (7.08.1753—12.1753)